# Critérium des As
Das Critérium des As (dt. Kriterium der Asse) war ein Radrennen, das zwischen 1921 und 1990 am Ende der Saison ausgetragen wurde. Als Teilnehmer wurden die besten Fahrer der Saison geladen; gefahren wurde hinter Schrittmachern auf Tandems, Triplets, Motorrädern und ab 1947 auf Dernys. Die meisten Austragungen fanden in Paris und Umgebung statt. Dreimal wurde das Rennen in den Niederlanden und der Schweiz ausgetragen.
Die erste Ausgabe 1920, die als Vorläufer des eigentlichen Kriteriums gilt, ging über 1208 Kilometer von Paris nach Bordeaux und zurück; Sieger war der Belgier Louis Mottiat mit einer Zeit von 56 Stunden und 48 Minuten.
1921 erfolgte die zweite Austragung als Einladungsrennen für die besten Rennfahrer; das Rennen führte 27-mal über den rund vier Kilometer langen Kurs rund um die Rennbahn Longchamp in Paris. Das letzte Rennen trug den Namen „Roue d’or des As“.
Rekordsieger des Kriteriums war Rik Van Steenbergen, der fünfmal gewann, gefolgt von Louison Bobet und Jacques Anquetil mit jeweils vier Erfolgen.

## Palmarès
| - 1990 Gilbert Duclos-Lassalle - 1989 Laurent Fignon - 1988 Claude Criquielion - 1987 Charly Mottet - 1986 Sean Kelly - 1985 Sean Kelly - 1984 Sean Kelly - 1983 Greg LeMond - 1982 Bernard Hinault - 1981 Daniel Willems - 1980 Joop Zoetemelk - 1979 Joop Zoetemelk - 1978 Michel Laurent - 1977 Francesco Moser - 1976 Freddy Maertens - 1975 Roger De Vlaeminck - 1974 Eddy Merckx - 1973 Gerben Karstens - 1972 Raymond Poulidor - 1970 Eddy Merckx - 1969 Walter Godefroot | - 1968 Felice Gimondi - 1967 Eddy Merckx - 1966 Gerben Karstens - 1965 Jacques Anquetil - 1964 Peter Post - 1963 Jacques Anquetil - 1962 Rudi Altig - 1961 Rik Van Looy - 1960 Jacques Anquetil - 1959 Jacques Anquetil - 1958 Rik Van Steenbergen - 1957 Rik Van Steenbergen - 1956 Bernard Gauthier - 1955 Rik Van Steenbergen - 1954 Louison Bobet - 1953 Louison Bobet - 1952 Rik Van Steenbergen - 1951 Hugo Koblet - 1950 Louison Bobet - 1949 Louison Bobet - 1948 Rik Van Steenbergen | - 1947 Émile Carrara - 1943 Raoul Lesueur - 1938 Gerrit Schulte - 1937 Georges Paillard - 1936 Ernest Terreau - 1935 Ernest Terreau - 1934 André Leducq - 1933 Charles Pélissier - 1932 Ernest Terreau - 1931 Jean Maréchal - 1930 Camille Foucaux - 1929 Georges Wambst - 1928 Charles Lacquehay - 1927 Gabriel Marcillac - 1926 Francis Pélissier - 1925 Achille Souchard - 1924 Jules Vanhevel - 1923 Jules Vanhevel - 1922 René Vermandel - 1921 Philippe Thys |